# OverClocked ReMix
OverClocked ReMix, também conhecido como OC ReMix ou OCR, é um site não-comercial dedicado a reviver música de vídeo game e jogos de computador, de forma a reinterpretá-las com nova tecnologia e capacidades, assim como por meio de formas tradicionais. O principal foco do OC ReMix é o seu website, que fornece milhares de arranjos musicais feitos por fãs, informações sobre compositores das trilhas originais, recursos para aspirantes a artistas e uma comunidade voltada para os fãs de músicas de video game.
O webmaster do OverClocked ReMix é David W. Lloyd, que começou seu trabalho em 1999 como uma nova versão de seu site de banda desenhada, OverClocked. Os tópicos mais comuns eram relacionados a video game e emulação. O site cresceu, e muitos artistas começaram a contribuir. No momento, existem mais de 2.000 ReMixes disponíveis gratuitamente no site.

## Proposta
As opiniões sobre a proposta do OCR são muitas. Controvérsia geralmente se cria na definição de ReMix e no nível de originalidade das composições que lá existem. Muita confusão já se criou em meio à ambiguidade do termo, que em termos musicais, pressupõe pequenas mudanças ou alterações. No entanto, Lloyd ressalta que a proposta do OCR é fornecer arranjos interpretativos dos temas originais para video game, de forma que as novas músicas possuam um nível adequado de personalização, sem perder o foco do tema a ser remixado.
Segundo o próprio administrador, o OCR não possui intenções de classificar os remixes em gêneros específicos. Dessa forma, o artista é deixado livre para interpretar os temas originais da forma que preferir, misturando estilos para criar algo único ou mesmo criando um estilo próprio, desde que as músicas estejam suficientemente bem produzidas quanto à masterização, mixagem, arranjo e progressão. Dependendo do quanto a música obedece estas condições, ela pode passar para um corpo de jurados para avaliação, ou, o que é menos frequente, ser publicado diretamente.

## Recepção
De acordo com uma entrevista de 2005, a organização nunca recebeu comentários negativos de um compositor ou empresa de games. Nela, Lloyd afirma que, assim como todas as comunidades que envolvem trabalhos de fãs, a OverClocked ReMix se destina a honrar aquilo que eles amam, e acredita que o conceito, aliado a seus objetivos, foram bem recebidos até agora.
Muitos compositores profissionais já criaram e publicaram ReMixes de suas próprias obras no OCR, como Alexander Brandon (Tyrian/Unreal Tournament/Deus Ex), Barry Leitch (Top Gear), Nicholas Varley (Syberia) e David Wise (Donkey Kong Country). O site também já foi aclamado por muitas figuras da indústria dos games, como o designer John Romero (Doom), Tommy Tallarico e Jeremy Soule.
Muitos artistas e aspirantes do OverClocked ReMix já puderam transformar seu interesse por criação de músicas em oportunidades profissionais, como Dain "Beatdrop" Olsen (Dance Dance Revolution SuperNOVA 2), Jillian "pixietricks" Aversa (Civilization IV), Andrew "zircon" Aversa (Monkey Island 2: LeChuck's Revenge), Jimmy "Big Giant Circles" Hinson (Mass Effect 2) e Danny Baranowsky (Super Meat Boy).